# Biblioteca universale sacro-profana
La Biblioteca universale sacro-profana (1701-07), titolo completo Biblioteca universale sacro-profana, antico-moderna: in cui si spiega con ordine alfabetico ogni voce, anco straniera, che può avere significato nel nostro idioma italiano, appartenente a'qualunque materia, è un'enciclopedia incompleta scritta all'inizio del XVIII secolo dal francescano Vincenzo Maria Coronelli, pubblicata a Venezia.
È stata una delle prime enciclopedie universali in una lingua volgare con le voci disposte in ordine alfabetico, la prima enciclopedia concepita secondo vedute moderne (indici, corsivo, capitoli, ecc.). È stata progettata per contenere 45 volumi, ma furono dati alle stampe solo 7 volumi, raggiungendo la lettera C.
La Biblioteca universale è una rarità bibliografica oggi. Poche biblioteche europee hanno la serie completa dei volumi. Eccezionalmente, la Biblioteca nazionale di Francia, a Parigi, possiede la serie completa.

## Coronelli enciclopedista
Coronelli ha dedicato 30 anni della sua vita a scrivere una innovativa Biblioteca universale sacro-profana. Prima grande enciclopedia organizzata in ordine alfabetico, questo libro doveva contare 300.000 voci distribuiti in 45 volumi. Solo le prime 7 sono state completate, che coprono le voci „A“ fino al lemma „Caque“.
Tuttavia, quest'opera ha la sua importanza nel movimento enciclopedico in ragione del suo piano. L'autore aveva riservato i volumi 41 e 42 per aggiunte e correzioni, mentre i volumi 43-45 erano stati riservati per l'indice. Inoltre, ogni volume ha un indice al cui verificarsi rimanda alla numerazione dell'articolo. Per facilitare l'identificazione e riferimenti sulla pagina, un numero romano nella colonna centrale indica il numero di riga in incrementi di 10. In base alla progettazione, l'autore ha adottato una impaginazione per colonna anziché per pagina, come era pratica comune a quel tempo.
Ogni volume è dedicato a una personalità, compreso il Papa, il Doge di Venezia, il Re di Spagna.
Coronelli innova anche in questo lavoro, mettendo in corsivo i titoli dei tomi, una pratica adottata da tutti in seguito.

## L'Opera
- Biblioteca universale sacro-profana, antico-moderna, in cui si spiega con ordine alfabetico ogni voce, anco straniera, che può avere significato nel nostro idioma italiano, appartenente a' qualunque materia.Tomo primo A - AE.Autore Fra' Vincenzo Coronelli minor conventuale di San Francesco Cosmografo della Serenissima Repubblica. In Venezia, a spese di Antonio Tivani, 1701, pp. [26], 44, par. 1628, pp. [1].
- Biblioteca universale sacro-profana, antico-moderna, in cui si spiega con ordine alfabetico ogni voce, anco straniera, che può avere significato nel nostro idioma italiano, appartenente a' qualunque materia. Tomo secondo AF - AL. Autore Fra' Vincenzo Coronelli Ministro Generale LXXVIII doppo 'l P. San Francesco di tutto 'l serafico suo Ordine de minori conv. Cosmografo della Serenissima Republica. In Venezia, a spese di Antonio Tivani, 1702, pp. [10], 36, par.1246. Disponibile online.
- Biblioteca universale sacro-profana, antico-moderna, in cui si spiega con ordine alfabetico ogni voce, anco straniera, che può avere significato nel nostro idioma italiano, appartenente a' qualunque materia. Tomo terzo AM - AO. Autore Fra' Vincenzo Coronelli Ministro Generale LXXVIII doppo 'l P. San Francesco di tutto 'l serafico suo Ordine de minori conv. Cosmografo della Serenissima Republica. In Venezia, a spese di Antonio Tivani, 1703, pp. [10], 32, par. 1444.
- Biblioteca universale sacro-profana, antico-moderna, in cui si spiega con ordine alfabetico ogni voce, anco straniera, che può avere significato nel nostro idioma italiano, appartenente a' qualunque materia. Tomo quarto AP - AZ. Autore Fra' Vincenzo Coronelli Ministro Generale LXXVIII doppo 'l P. San Francesco di tutto 'l serafico suo Ordine de minori conv. Cosmografo della Serenissima Republica. In Venezia, a spese di Antonio Tivani, 1703. pp.  [14], 48, par. 1830.
- Biblioteca universale sacro-profana, antico-moderna, in cui si spiega con ordine alfabetico ogni voce, anco straniera, che può avere significato nel nostro idioma italiano, appartenente a' qualunque materia. Tomo quinto BA - BH. Autore Fra' Vincenzo Coronelli Ministro Generale LXXVIII doppo 'l P. San Francesco di tutto 'l serafico suo Ordine de minori conv. Cosmografo della Serenissima Republica. In Venezia, a spese di Antonio Tivani, 1704. pp. [10], 36, par. 1432, pp. [11]. Disponibile online.
- Biblioteca universale sacro-profana, antico-moderna, in cui si spiega con ordine alfabetico ogni voce, anco straniera, che può avere significato nel nostro idioma italiano, appartenente a' qualunque materia. Tomo Sesto BI - BZ. Dedicato alla Serenissima Repubblica di Genova dall'autore Fra' Vincenzo Coronelli, Ministro Generale LXXVIII dopo 'l Padre San Francesco di tutto 'l serafico suo Ordine de' minori conv. Cosmografo Pubblico. In Venezia, a spese dell'Accademia degli Argonauti, Stampato da Gio. Battista Tramontin a San Rocco, 1706, pp. [8], 28, par. 1638. Disponibile online.
- Biblioteca universale, sacro-profana, antico-moderna, o sia Gran Dizzionario, diviso in tomi quarantacinque, ne' quali spiegasi con ordine alfabetico ogni voce anche straniera che può avere significato nel nostro idioma italiano, appartenente a qualunque materia. Tomo settimo. Coll'aggionta d'altri X tomi figurati, già pubblicati, parimente in ugual foglio, rappresentanti in stampe di rame le singolarità, descritte nella stessa Biblioteca, che distribuisconsi uniti, o separati, a piacimento d'ogn'uno. Autore il P. Cosmografo Coronelli, ex-Generale LXXVIII della serafica sua Religione de' minori c. dopo S. Francesco. B.m.r. [Venezia, 1707], pp. [8], par. 1408. Disponibile online.